# Одеський український клуб
Одеський український клуб — громадсько-культурна організація, заснована після закриття в 1909 році Одеського товариства «Просвіта», 11 січня 1910 року група місцевих українців, переважно колишніх просвітян (присяжний повірений Олексій Панченко, селянин Іван Резниченко, катеринославський міщанин Фердинанд Андерегг, статський радник Антон Крижанівський та селянин Архип Кравченко), подала прохання на ім'я Одеського градоначальника генерал-майора Івана Толмачова дати дозвіл на реєстрацію «Українського клубу». У канцелярії градоначальника статут вивчали близько місяця і 6 лютого у спеціальний перелік товариств під № 85 було внесено запис про офіційно зареєстрований клуб з вищезазначеною назвою. 
Перші загальні збори Одеського «Українського клубу» відбулися 11 квітня 1910 року за участю 58 осіб. Раду «старійшин» було затверджено в такому складі: Іван Луценко (голова), Яків Пономаренко (заступник голови), Ілларіон Немировський (секретар), Фердинанд Андерегг (скарбник), Михайло Белінський, Михайло Комаров, Архип Кравченко, Олексій Панченко, Ф. Перепелиця, Федір Шульга. Крім того, були призначені старшини, кандидати в старшини, члени ревізійної комісії та їхні кандидати

## Діяльність
«Клуб», існуючи винятково на внески своїх членів та невеликої господарської діяльності, займався тими самими справами, що й «Просвіта». «Клуб» мав хор, драматичний гурток, 4 секції — хорового співу, драматичну, лекційну й дитячих вечорів. Він, на аматорському рівні, розвивав театрально-хорове мистецтво, влаштовувалися літературні вечори, зберігалися традиції віршованих декламацій тощо. 

## Членство
Кількість учасників клубу коливалася протягом його існування: у 1910 році — 58 осіб, у 1911 — 89, у 1912 — 78, у 1913 — 77 осіб. Основу членства складали представники інтелігенції — викладачі, лікарі, державні службовці.

## Розташування
- Квартира скарбника Одеського українського клубу Ф. Г. Андерегга (11.04 — 21.05.1910) — вул. Новосельського, 65.
- Квартира голови Одеського українського клубу І. М. Луценка (21.05. — 29.09.1910) — вул. Херсонська, 52
- Дім Мартинової (Папудової) (03.10.1910 — 08.12.1913) — вул. Преображенська, 25. Тут у просторих приміщеннях, обладнаних електрикою та телефоном, відбувалися зібрання клубу, працювали секції, бібліотека, читальня, а велика зала дозволяла приймати до 150 гостей під час заходів[1].

## Розпуск
4 листопада 1913 року Одеський градоначальник Іван Сосновський ухвалив рішення внести на розгляд «Присутствия по делам об обществах» питання про закриття «Клубу», доручивши провести ревізію роботи товариства. На підставі наказу №1595/І поліція підготувала звіт, датований 13 листопада, за яким 20 листопада 1913 року Одеський «Український клуб» припинив своє існування, відновивши ненадовго роботу лише влітку 1918 року.
29 травня 2010 року діяльність клубу була відтворена. Цього ж дня пройшло урочисте святкування 100-річчя клубу.